# أحمد سليمان الراجحي
أحمد بن سليمان بن عبد العزيز الراجحي هو وزير الموارد البشرية والتنمية الاجتماعية في المملكة العربية السعودية منذ 2 يونيو 2018م. كان قبل أن يتسلم الحقيبة الوزارية رئيساً لمجلس الغرف السعودية، ورئيساً لمجلس إدارة الغرفة التجارية الصناعية بالرياض، والنائب الأول لرئيس اتحاد غرف دول مجلس التعاون الخليجي، ورجل أعمال أسس عدد من الشركات المحلية والأقليمية والدولية، كما أنه يرأس مجالس إدارات عدد من الشركات وعضو مجلس إدارة لعدد من الهيئات والجهات الحكومية والخيرية.

## الحياة الشخصية
نشأ الراجحي وتلقى تعليمه العام في مدارس مدينة الرياض، وبعد ذلك التحق بجامعة الملك فهد للبترول والمعادن وحصل على درجة البكالوريوس في الهندسة الصناعية، كما بدأ حياته المهنية في القطاع الصناعي وتقلد العديد من المناصب، ثم اتجه إلى التجارة وأسس العديد من المصانع والشركات المحلية والإقليمية والدولية.

## المؤهلات العلمية
- المهندس أحمد بن سليمان الراجحي حاصل على بكالوريوس الهندسة الصناعية من جامعة الملك فهد للبترول والمعادن بالظهران شرق السعودية.[4]

## المناصب الحالية
- وزير الموارد البشرية والتنمية الاجتماعية.
- رئيس مجلس إدارة صندوق تنمية الموارد البشرية (هدف).
- رئيس مجلس إدارة بنك التنمية الاجتماعية.
- رئيس مجلس إدارة المؤسسة الخيرية لرعاية الأيتام «إخاء».
- رئيس مجلس إدارة اللجنة الوطنية لرعاية السجناء والمفرج عنهم وأسرهم (تراحم).
- رئيس مجلس إدارة مجلس شؤون الأسرة.
- رئيس مجلس الأمناء في مؤسسة جائزة الأميرة صيتة بنت عبد العزيز للتميز في العمل الاجتماعي.
- رئيس مجلس إدارة هيئة رعاية الأشخاص ذوي الإعاقة.
- رئيس مجلس إدارة المركز الوطني للدراسات والبحوث الاجتماعية
- رئيس مجلس إدارة معهد الإدارة العامة
- رئيس شركة تكامل القابضة
- رئيس شركة عمل المستقبل
- رئيس المركز الوطني لتنمية القطاع غير الربحي
- رئيس المجلس الوطني للسلامة والصحة المهنية.[5]

## المناصب السابقة
- رئيس مجلس الغرف السعودية.
- رئيس مجلس إدارة الغرفة التجارية الصناعية بالرياض.
- رئيس مجلس إدارة الغرفة التجارية الصناعية بالرياض.
- نائب رئيس اتحاد غرف دول مجلس التعاون الخليجي
- عضو في عدد من الهيئات والجهات الحكومية.
- رئيس مجلس إدارة الهيئة العامة للأوقاف.